# Compilergenerator
Ein Compilergenerator ist ein Computerprogramm, das aus einer Grammatik automatisch einen entsprechenden Compiler (Übersetzer) erzeugt.
Oft werden Programme, die nur Teile eines Compilers erstellen können, fälschlicherweise ebenfalls als Compilergeneratoren bezeichnet, z. B. ein Scannergenerator oder Parsergenerator.
Echte Compilergenerierung ist noch Forschungsgebiet und erst in Einzelfällen gelungen. Sie verspricht vor allem Vorteile bei der Korrektheit des generierten Compilers sowie die Einsparung aufwendiger und fehleranfälliger Programmierarbeit beim manuellen oder teilautomatischen Erstellen eines Compilers. 
Die Erstellung eines Compilergenerators oder eines Compilers unter Verwendung eines Compilergenerators gehört zur Informatik-Disziplin Compilerbau.